# Acarnus souriei
Acarnus souriei är en svampdjursart som först beskrevs av Claude Lévi 1952.  Acarnus souriei ingår i släktet Acarnus och familjen Acarnidae. Inga underarter finns listade i Catalogue of Life.